# 世界会計士会議
世界会計士会議（せかいかいけいしかいぎ、英: World Congress of Accountants）は、国際会計士連盟（IFAC）によって運営し、現在4年に一度開催されている会議である。

## 開催地一覧
- 1904年：セントルイス
- 1926年：アムステルダム
- 1929年：ニューヨーク
- 1933年：ロンドン
- 1938年：ベルリン
- 1952年：ロンドン
- 1957年：アムステルダム
- 1962年：ニューヨーク
- 1967年：パリ
- 1972年：シドニー
- 1977年：ミュンヘン
- 1982年：メキシコシティ
- 1987年：東京
- 1992年：ワシントンD.C.
- 1997年：パリ
- 2002年：香港
- 2006年：イスタンブール
- 2010年：クアラルンプール
- 2014年：ローマ
- 2018年：シドニー